# Свидовица
Свидовица (на македонска литературна норма: Свидовица) е село в община Струмица на Северна Македония.

## География
Селото е разположено в Струмишкото поле, югоизточно от Струмица.

## История
През XIX век селото е чисто турско. В „Етнография на вилаетите Адрианопол, Монастир и Салоника“, издадена в Константинопол в 1878 година и отразяваща статистиката на населението от 1873 година, Свидерица (Svidéritza) е посочено като село с 400 домакинства, като жителите му са 750 мюсюлмани. Според статистиката на Васил Кънчов („Македония. Етнография и статистика“) от 1900 година селото е населявано от 1350 жители, всички турци.
Според Богдан Филов, посетил Струмишкия край през 1915 година, етимологията на името Свидовица се извежда от словосъчетанието вси вдовици и се свързва с традичните последици от битката при Беласица през 1014 година.
Според Димитър Гаджанов в 1916 година в Свидовица живеят 178 турци, а останалите жители на селото са българи.
Според преброяването от 2002 година селото има 325 жители.
Според данните от преброяването през 2021 г. Свидовица има 292 жители.
| Националност     | Всичко |
| северномакедонци | 247    |
| албанци          | 0      |
| турци            | 10     |
| роми             | 0      |
| власи            | 0      |
| сърби            | 0      |
| бошняци          | 0      |
| други            | 35     |

В селото има основно училище „Даме Груев“ и църква „Възнесение Господне“ („Свети Спас“).